# Funny van Dannen

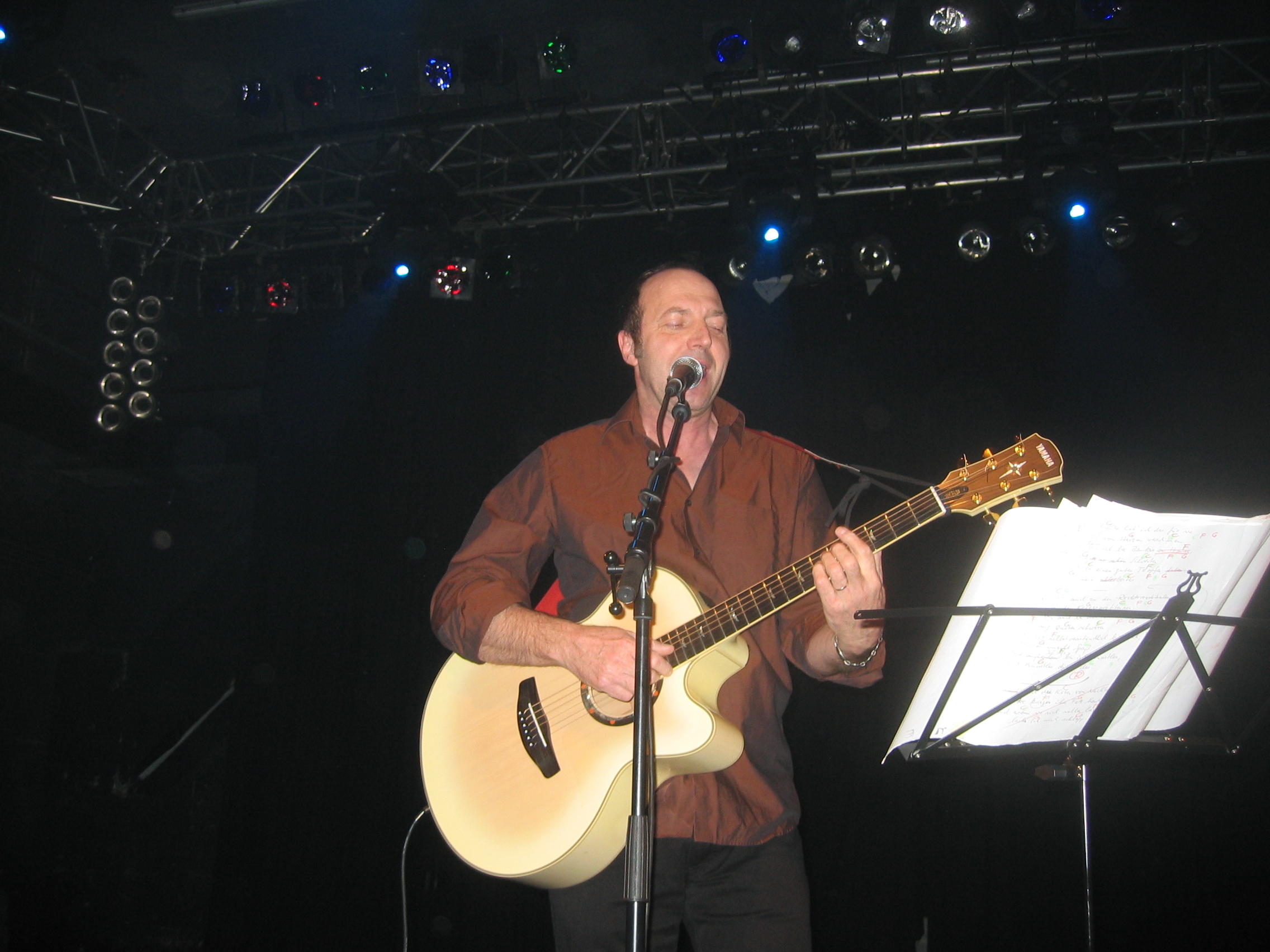
Funny van Dannen

Funny van Dannen, artiestennaam van Franz-Josef Hagmanns-Dajka (Tüddern, 1958), is een Duitse singer-songwriter, auteur en kunstschilder van Nederlandse komaf. Sinds 1978 is hij woonachtig in Berlijn. Hij is getrouwd en heeft vier kinderen.
Zijn liedjes gaan over de maatschappij, politiek, seksualiteit, religie en vele andere onderwerpen, die meestal op een humoristische wijze behandeld worden. Hij begeleidt zijn gezang met gitaar, of soms met mondharmonica.
Hij is de oprichter van de band Lassie Singers. De punkrockband Die Toten Hosen heeft een aantal van zijn liedjes gespeeld, waaronder Trauriges Arschloch, Bayern, Frauen dieser Welt, en Lesbische, schwarze Behinderte. Die Schröders, een andere punkrock band, vergrootte de bekendheid van zijn lied Saufen.
Tot 2010 heeft van Dannen elf albums uitgebracht; met uitzondering van Info 3, Herzscheiße, Nebelmaschine, Trotzdem Danke en Saharasand zijn ze live opgenomen.

## Discografie
- 1995: Clubsongs
- 1996: Basics
- 1997: Info3
- 1999: Uruguay
- 2000: Melody Star
- 2002: Groooveman
- 2003: Herzscheiße
- 2005: Nebelmaschine
- 2005: Authentic Trip
- 2007: Trotzdem danke
- 2009: Saharasand

## Boeken
- 1991: Spurt ins Glück
- 1993: Jubel des Lebens
- 1996: Am Wegesrand
- 1997: Der Tag als Rosi kam
- 1998: Komm in meine Arme
- 2004: Neues von Gott
- 2007: Zurück im Paradies